# Psaliodes brunneata
Psaliodes brunneata är en fjärilsart som beskrevs av W. Warren 1904. Psaliodes brunneata ingår i släktet Psaliodes och familjen mätare. Inga underarter finns listade i Catalogue of Life.